# فهمي قاسم
فهمي قاسم مواليد 13 أبريل 1994 في تونس، هو لاعب كرة قدم تونسى يلعب في نادي النهضة.

## روابط خارجية
- فهمي قاسم على موقع قاعدة بيانات كرة القدم.إي يو (الإنجليزية)
- فهمي قاسم على موقع Soccerway.com (الإنجليزية)